# Lewis and Clark Township
Pour les articles homonymes, voir Lewis and Clark.
Lewis and Clark Township est un ancien township, situé dans le comté de  Saint-Louis, dans le Missouri, aux États-Unis,.